# Куп пет нација 1947.
Куп пет нација 1947. (службени назив: 1947 Five Nations Championship) је било 53. издање овог најелитнијег репрезентативног рагби такмичења Старог континента. а 18. издање Купа пет нација.
Била је ово прва сезона Купа пет нација после најсмртоноснијег рата у људској историји. Прво место су поделили Велс и Енглеска.

## Такмичење
Француска - Шкотска 8-3
Велс - Енглеска 6-9
Ирска - Француска 8-12
Шкотска - Велс 8-22
Ирска - Енглеска 22-0
Шкотска - Ирска 0-3
Енглеска - Шкотска 24-5
Француска - Велс 0-3
Велс - Ирска 6-0
Енглеска - Француска 6-3

## Табела
|   | Селекција                      | ИГ | Д | Н | И | ПД | ПП | ПР  | Б |  |
| - | ------------------------------ | -- | - | - | - | -- | -- | --- | - |  |
| 1 | Рагби репрезентација Велса     | 4  | 3 | 0 | 1 | 37 | 17 | +20 | 6 |  |
| 1 | Рагби репрезентација Енглеске  | 4  | 3 | 0 | 1 | 39 | 36 | +3  | 6 |  |
| 3 | Рагби репрезентација Ирске     | 4  | 2 | 0 | 2 | 33 | 18 | +15 | 4 |  |
| 3 | Рагби репрезентација Француске | 4  | 2 | 0 | 2 | 23 | 20 | +3  | 4 |  |
| 5 | Рагби репрезентација Шкотске   | 4  | 0 | 0 | 4 | 16 | 57 | -41 | 0 |  |